# María Teresa Laparra
María Teresa Laparra Samayoa (25 tháng 12 năm 1901 - 30 tháng 9 năm 1988) là một nhà hoạt động người Guatemala và là cựu Đệ nhất phu nhân Guatemala từ ngày 2 tháng 3 năm 1958 cho đến ngày 31 tháng 3 năm 1963. Bà là góa phụ của cựu Tổng thống Guatemala, Miguel Ydígoras Fuentes.
María Teresa Laparra de Ydígoras là con gái của Brígido Laparra và María Samayoa. Bà đảm nhận vị trí Đệ nhất phu nhân khi chồng bà giành chiến thắng trong cuộc bầu cử tổng thống, sau đó bà rời đi cùng với chồng sau cuộc đảo chính.
Ydigoras qua đời vào ngày 27 tháng 10 năm 1982. Laparra qua đời vào ngày 30 tháng 9 năm 1988.